# Cine Avenida (Madrid)
El Cine Avenida fue un cinematógrafo ubicado en el edificio ubicado en la Calle Gran Vía de Madrid (número 37). Se encuentra ubicado junto al Palacio de la Música. Es una obra diseñada por el arquitecto José Miguel de la Quadra-Salcedo en 1928. Tuvo en sus sótanos la sala de fiestas Pasapoga. 

## Historia

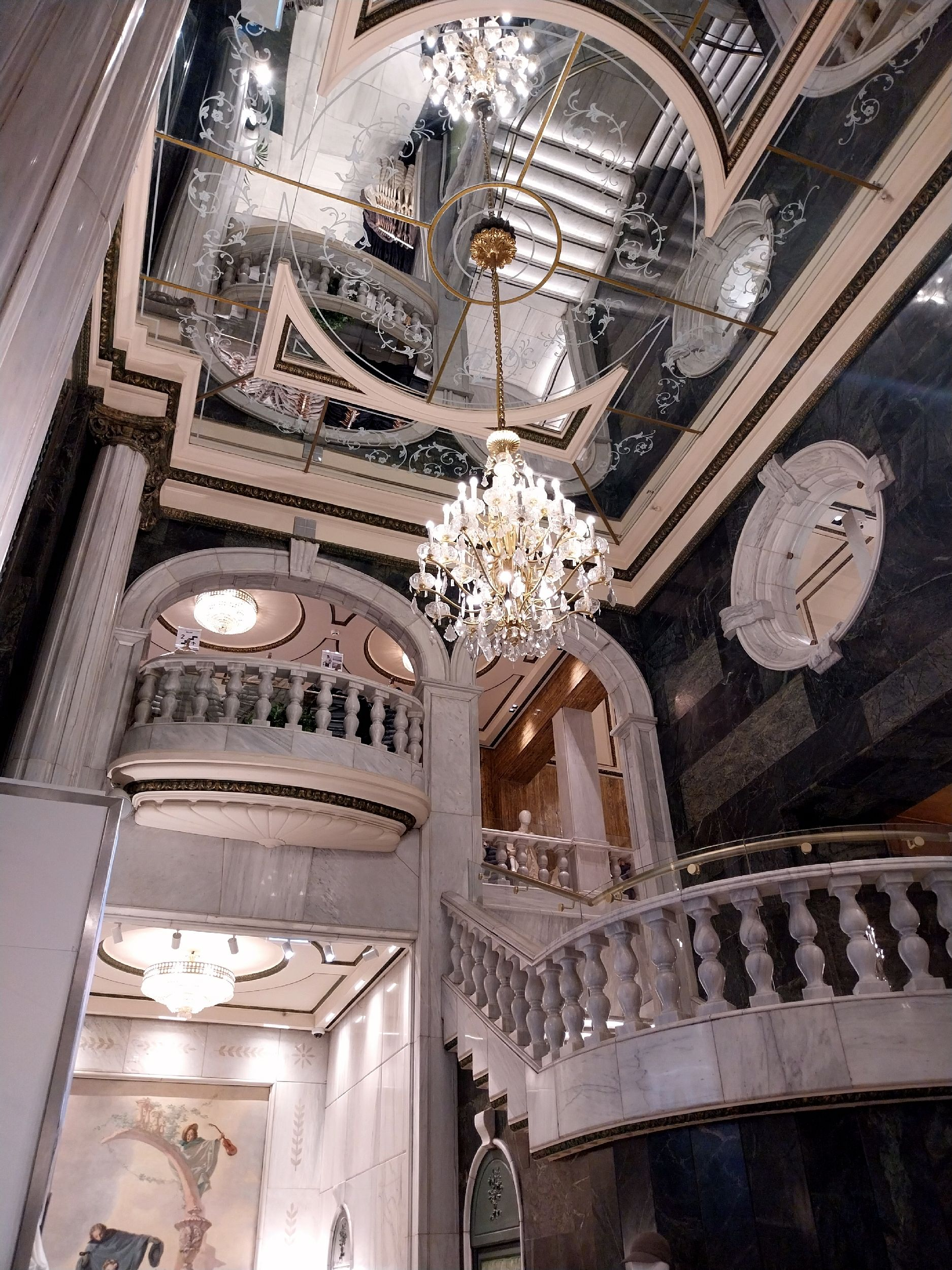
Interior del edificio

El arquitecto José Miguel de la Quadra-Salcedo inaugura su proyecto el 29 de septiembre de 1928. El edificio se construye en la esquina de la Gran Vía madrileña y la calle de Abada (ubicada al lado del Palacio de la Música). El día de su estreno se pone la película "El ángel de la calle" de Charles Ferrell y Janet Seymor. La sala se remodeló en el periodo que va desde 1998 hasta 2000. Desde 2022 el edificio acoge una tienda de modas de la compañía japonesa Uniqlo.
Está situado en la esquina de la Calle Gran Vía con la calle de la Abada, flanqueada a su izquierda por el Palacio de la Música.